# Gafsa Sud

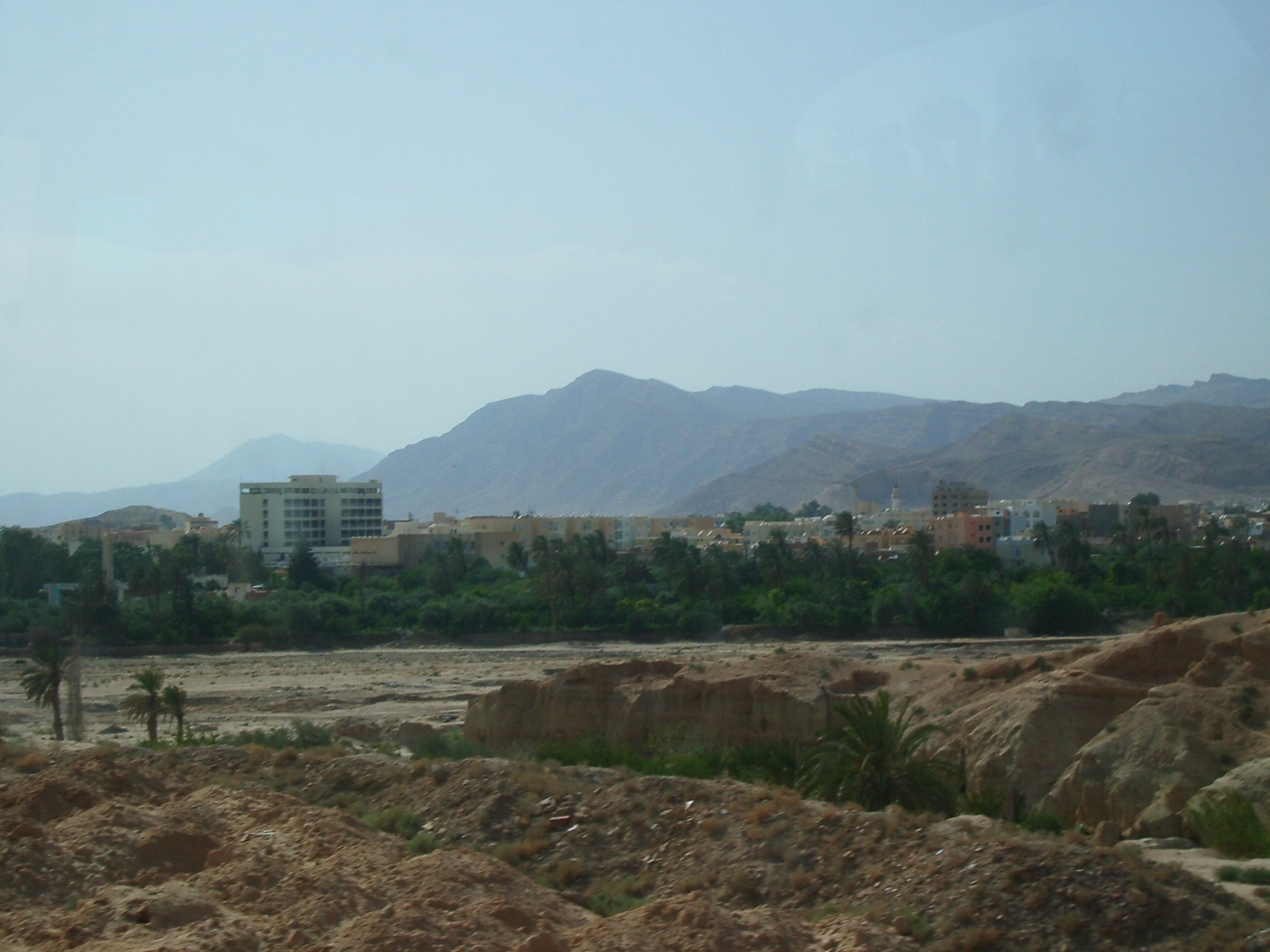
Gafsa i les muntanyes del nord-oest, a la delegació de Gafsa Sud

La delegació o mutamadiyya de Gafsa Sud (àrab: معتمدية قفصة الجنوبية, muʿtamadiyyat Qafṣa al-Janūbiyya) és una delegació de Tunísia a la governació de Gafsa. Formada per la major part de la ciutat de Gafsa, també s'estén en direcció al nord-oest pels dos costats de la carretera que uneix Gafsa amb Kef Darbi i continua després fins a Kasserine i, cap al sud-oest, per la carretera que porta a Metlaoui i continua després fins a Tozeur. La delegació té una població de 85.830 habitants segons el cens del 2004.

## Administració
La delegació o mutamadiyya, amb codi geogràfic 61 54 (ISO 3166-2:TN-12), està dividida en dotze sectors o imades:
- Gafsa Ville (61 54 51)
- Gafsa Est (61 54 52)
- Cité Essourour (61 54 53)
- El Assala (61 54 54)
- Sidi Ahmed Zarrouk (61 54 55)
- Oued Ailou (61 54 56)
- El Moula (61 54 57)
- Cité Ennour (61 54 58)
- Cité Ech-Chabab (61 54 59)
- El Aguila (61 54 60)
- Kef Derbi (61 54 61)
- En-Nadhour (61 54 62)

Al mateix temps, forma part de la municipalitat o baladiyya de Gafsa (61 11).